# Laxon Bay
Die Laxon Bay ist eine rund 10 km breite und 3 km lange Bucht an der Westküste der Renaud-Insel im Archipel der Biscoe-Inseln westlich der Antarktischen Halbinsel. Sie liegt zwischen dem Kusunoki Point und dem Maurstad Point. Ihr westlich vorgelagert sind die Palosuo-Inseln.
Das UK Antarctic Place-Names Committee benannte die Bucht 2020 nach Seymour Laxon (1963–2013), Leiter des Zentrums für Polarbeobachtungen und Modellierungen am University College London, dessen Arbeiten die Grundlagen für die Durchführung der CryoSat-Mission der ESA bildeten.